# Dark Reign 2
Dark Reign 2 — компьютерная игра в жанре стратегии в реальном времени, разработанная американской студией Pandemic Studios и выпущенная Activision для Microsoft Windows в 2000 году. Dark Reign 2 служит приквелом к игре 1997 года Dark Reign: The Future of War, показывая прошлое этой же вселенной — войну между организацией JDA и «спраулерами» на постапокалиптической Земле. В отличие от предыдущей игры, Dark Reign 2 является полностью трехмерной. Игра получила положительные отзывы критиков, но провалилась в продажах.

## Геймплей
Dark Reign 2 представляет собой стратегию в духе Command & Conquer; она полностью трехмерна — камеру можно вращать, приближать и отдалять. В ходе сражения игрок должен добывать ресурсы «тейлоны», напоминающие «тиберий» из Command & Conquer, с помощью машин-харвестеров; отстроить базу; создавать на ней пехоту и военную технику и с их помощью уничтожить вражескую базу. Игра содержит две кампании за противоборствующие стороны — спраулеров и JDA; эти кампании включают в себя как обычные уровни со строительством базы и уничтожением врага, так и уровни-головоломки, где надо, например, провести монолит через лабиринт, полный смертников-подрывников, и не допустить уничтожения ценного груза.
Помимо однопользовательских кампаний за спраулеров и JDA, игра предлагала многопользовательские режимы, как соревновательные, так и кооперативные — они были реализованы через онлайн-сервис World Opponent Network (WON.net). Помимо простого сражения между игроками, в Dark Reign 2 есть еще четыре режима с различными условиями победы: Bloodbath (с англ. — «кровавая баня»), где побеждает тот, кому удалось первым уничтожить 50 вражеских юнитов; Gluttony (с англ. — «обжорство»), где победитель должен первым собрать 30 000 ресурсов-тейлонов или украсть 1000 тейлонов с помощью шпионов; Protect HQ (с англ. — «защита штаба»), в котором необходимо защищать здание командного центра, и King of the Hill (с англ. — «царь горы»), где нужно захватить участок на возвышенности и оборонять его в течение определённого времени.

## Мир и сюжет
Действие игры происходит на Земле в 2506 году. В результате загрязнения окружающей среды и перенаселения Земля превратилась в свалку. Элита общества живет в накрытых куполами городах-анклавах, где поддерживается благоприятный климат; остальные жители планеты — живущие под открытым небом «спраулеры» — вынуждены иметь дело с токсичным воздухом и солнечной радиацией, от которой не защищает озоновый слой. Жители анклавов зависят от организации JDA (Jovian Detention Authority) — изначально агентства, перевозившего осужденных с Земли на спутники Юпитера Каллисто и Ио, но со временем заменившего собой полицию и армию. Спраулеры и JDA являются предшественниками Свободной Гвардии и Империи из Dark Reign: The Future of War; в то время как JDA полагается на тяжеловооруженных солдат и артиллерию, спраулеры возмещают недостаток огневой мощи тактической смекалкой и особыми способностями юнитов.

## Отзывы и продажи
| Сводный рейтинг       | Сводный рейтинг       |
| Агрегатор             | Оценка                |
| --------------------- | --------------------- |
| GameRankings          | 77,67 %               |
| Metacritic            | 77 / 100 (26 обзоров) |
| MobyRank              | 83 / 100              |
| Иноязычные издания    |                       |
| Издание               | Оценка                |
| AllGame               | [ 8 ]                 |
| Eurogamer             | 9/10                  |
| GameSpot              | 8,1 / 10              |
| IGN                   | 8,0 / 10              |
| Русскоязычные издания |                       |
| Издание               | Оценка                |
| Absolute Games        | 65 %                  |
| «PC Игры»             | 5,0 / 10              |

По данным агрегатора рецензий Metacritic, игра получила преимущественно положительные оценки прессы. Обозреватель GameSpot Эндрю Парк охарактеризовал игру как красивую, хорошо сбалансированную и отполированную, но строго следующую неоригинальной и ограниченной формуле тогдашних стратегий в реальном времени: «собери ресурсы, накопи войск, атакуй врага».
К сентябрю 2000 года в США было продано лишь 9700 копий игры. Журналист Марк Эшер в статье для сайта Gamecenter назвал такой результат «разочарованием» для Activision.